# 東方歐文錫伯鯰
東方歐文錫伯鯰，為輻鰭魚綱鯰形目北非鯰科的其中一種，分布於非洲索馬利亞Juba及Uebi Shebeli河流域，體長可達50.2公分，棲息在溪流的底層水域，屬肉食性，生活習性不明。
其种加词“orientalis”意为“东方的”。